# Daniel Auteuil
Daniel Auteuil, född 24 januari 1950 i Alger i dåvarande Franska Algeriet, är en fransk skådespelare.

## Biografi
Daniel Auteuils föräldrar Henri och Yvonne flyttade strax efter sonens födelse till Avignon och när han var sju år till Nancy, där han växte upp. Föräldrarna tog tidigt med honom på både operett och opera. År 1969 flyttade han till Paris tillsammans med en vän, Roger Mirmont, som numera är ett känt ansikte i fransk TV.
Scendebuten kom 1970 på Paristeatern Théâtre national populaire. Den första filmrollen fick han 1974, och han har sedan dess varit en ytterst produktiv filmskådespelare. År 2011 regisserade han sin första film, Brunnsgrävarens dotter (La Fille du puisatier), där han själv har en av huvudrollerna.
Han har gestaltat ett antal historiska personer, till exempel Napoleon i Napoleon (och jag), Henrik av Navarra i Drottning Margot (där massmordet på hugenotterna ingår) samt Markis de Sade i Sade. 
Men han är även känd för sina kriminalthrillers som Mission MR73 (MR73 var märket på den franska polisens standardpistol under den tidsperiod då filmen utspelas), där Auteuil spelar en polisofficer som tvingas vända sorg till hämnd, och Fiender Emellan, där han spelar mot Gerard Depardieu. Den av dessa båda polismän som lyckas stoppa en sällsynt brutal rånarliga kommer att bli utsedd till högste kriminalpolischef i Paris. Efterhand börjar de forna vännerna istället bekämpa varandra med fula knep.
I Dolt hot spelar han en intellektuell "tv-kändis" som plötsligt får mystiska videoband skickade hem till sig och sin fru. Det är övervakningsband som visar hans egen bostad. Efter hand ändrar videobanden karaktär och ger Auteuils rollfigur ledtrådar till hans barndom. När han sedan hittar den man som troligen skickat banden inträffar någonting lika plötsligt och oväntat som fruktansvärt.

## Filmografi
- - 1974 : L'Agression av Gérard Pirès : Le fiancé de Natacha
  - 1975 : Attention les yeux ! av Gérard Pirès : Alex
  - 1977 : La Nuit de Saint-Germain-des-Prés av Bob Swaim : Rémy
  - 1977 : Monsieur Papa av Philippe Monnier : Dédé
  - 1977 : L'Amour violé av Yannick Bellon : Daniel
  - 1978 : Les héros n'ont pas froid aux oreilles av Charles Némès : Jean-Bernard Morel
  - 1979 : Rien ne va plus de Jean-Michel Ribes
  - 1979 : Ett liv för oss (À nous deux) av Claude Lelouch : Un voyou
  - 1979 : Bête mais discipliné av Claude Zidi : Alain
  - 1979 : Les Sous-doués av Claude Zidi : Bébel
  - 1980 : La Banquière av Francis Girod : Duclaux
  - 1980 : Clara et les chics types av Jacques Monnet : Mickey
  - 1981 : Les Hommes préfèrent les grosses av Jean-Marie Poiré : Jean-Yves
  - 1981 : Les Sous-doués en vacances av Claude Zidi : Bébel
  - 1981 : T'empêches tout le monde de dormir av Gérard Lauzier : Yves
  - 1982 : Pour 100 briques t'as plus rien... av Edouard Molinaro : Sam
  - 1982 : Que les gros salaires lèvent le doigt! av Denys Granier-Deferre : Jean-Baptiste Lumet
  - 1982 : L'Indic av Serge Leroy : Bertrand
  - 1983 : P'tit con av Gérard Lauzier : Jeannot
  - 1983 : Les Fauves av Jean-Louis Daniel : Christopher 'Berg' Bergham
  - 1984 : L'Arbalète av Sergio Gobbi : inspecteur Vincent
  - 1984 : Palace av Édouard Molinaro : Lucien Morland
  - 1984 : L'Amour en douce av Édouard Molinaro : Marc Delmas
  - 1986 : Jean de Florette av Claude Berri : Ugolin
  - 1986 : Jean de Florette del 2 - Manons källa av Claude Berri : Ugolin
  - 1986 : Le Paltoquet av Michel Deville : le journaliste
  - 1987 : Quelques jours avec moi av Claude Sautet : Martial Pasquier
  - 1988 : Det ligger en vit man i din säng, mamma! (Romuald et Juliette) av Coline Serreau : Romuald Blindet
  - 1990 : Lacenaire av Francis Girod : Pierre François Lacenaire
  - 1991 : Ma vie est un enfer av Josiane Balasko : Abargadon
  - 1991 : Ett vinterhjärta (Un cœur en hiver) av Claude Sautet : Stéphane
  - 1992 : Ma saison préférée av André Téchiné : Antoine
  - 1993 : Drottning Margot (La reine Margot) av Patrice Chéreau : Henrik av Navarra
  - 1994 : La Séparation av Christian Vincent : Pierre
  - 1995 : En fransk kvinna (Une femme française) av Régis Wargnier : Louis
  - 1995 : Les Cent et Une Nuits de Simon Cinéma av Agnès Varda (vann pris på Cannesfestivalen)
  - 1995 : Tjuvarna (Les Voleurs) av André Téchiné : Alex
  - 1995 : Dödlig terapi (Passage à l'acte) av Francis Girod : Antoine Rivière
  - 1996 : Den åttonde dagen (Le huitième jour]) av Jaco Van Dormael : Harry
  - 1996 : Lucie Aubrac av Claude Berri : Raymond
  - 1996 : Pereira prétend av Roberto Faenza : Cardoso
  - 1997 : Hertigens dotter (Le Bossu) av Philippe de Broca : Lagardère/Le bossu
  - 1998 : Eskorten (Mauvaise Passe) av Michel Blanc : Pierre
  - 1998 : La Fille sur le pont av Patrice Leconte : Gabor
  - 1999 : The Lost Son av Chris Menges : Xavier Lombard
  - 1999 : Änkan från Saint-Pierre (La Veuve de Saint-Pierre) av Patrice Leconte : Jean
  - 1999 : Kom ut ur garderoben! (Le Placard) av Francis Veber : François Pignon
  - 2000 : Sade av Benoît Jacquot : Marquis de Sade
  - 2001 : La Folie des hommes av Renzo Martinelli : Alberico Biadene
  - 2002 : Motståndaren (L'adversaire) av Nicole Garcia : Jean-Marc Faure
  - 2003 : Petites coupures av Pascal Bonitzer : Bruno
  - 2003 : Rencontre avec le dragon av Hélène Angel : Guillaume de Montauban, dit Dragon Rouge
  - 2003 : Après vous av Pierre Salvadori : Antoine Letoux
  - 2004 : Nos amis les flics av Bob Swaim : Toussaint
  - 2004 : Fiender emellan (36 Quai des Orfèvres) av Olivier Marchal : Léo Vrinks
  - 2004 : Le Prix du désir av Roberto Ando : Daniel
  - 2005 : L'Un reste, l'autre part av Claude Berri : Daniel
  - 2005 : Dolt hot (Caché) av Michael Haneke : Georges Laurent
  - 2005 : Att måla eller älska (Peindre ou faire l'amour) av Arnaud och Jean-Marie Larrieu : William Lasserre
  - 2006 : La doublure av Francis Veber : Pierre Levasseur
  - 2006 : L'Entente Cordiale av Vincent de Brus : Jean-Pierre Moindrau
  - 2006 : Min bäste vän (Mon meilleur ami) av Patrice Leconte : François Coste
  - 2006 : Napoléon (och jag) av Paolo Virzì : Napoléon Bonaparte
  - 2007 : L'Invité av Laurent Bouhnik : Gérard
  - 2007 : Dialogue avec mon jardinier av Jean Becker : Le peintre dit Dupinceau
  - 2007 : Le Deuxième Souffle av Alain Corneau : Gustave 'Gu' Minda
  - 2008 : Mission MR 73 av Olivier Marchal : Schneider
  - 2008 : 15 ans et demi av Thomas Sorriaux och François Desagnat : Philippe Le Tallec
  - 2008 : La Personne aux deux personnes av Nicolas & Bruno : Jean-Christian Ranu
  - 2009 : Jag älskade honom (Je l'aimais) av Zabou Breitman : Pierre
  - 2010 : Donnant, donnant av Isabelle Mergault : Constant
  - 2011 : Brunnsgrävarens dotter egen regi : Pascal Amoretti
  - 2011 : La mer à boire  av Jacques Maillot : Georges Pierret
  - 2012 : Sniper av Michele Placido
  - 2012 : Jappeloup av Christian Duguay